# 柳月堂 (名曲喫茶)
柳月堂（りゅうげつどう）は、京都市左京区田中下柳町に所在する名曲喫茶。

## 概要

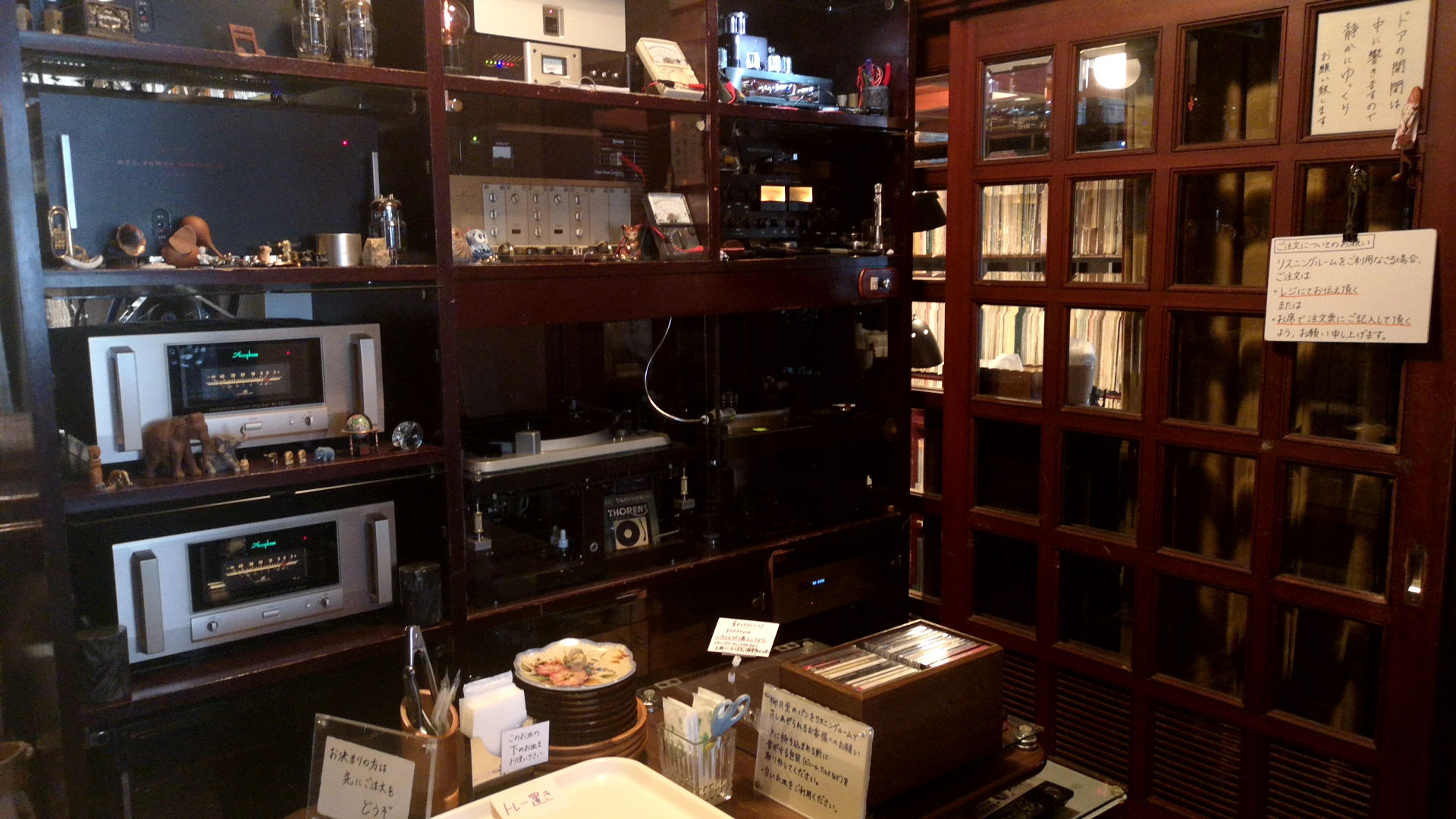
名曲喫茶「柳月堂」フロント

出町柳駅・叡山電鉄駅舎から東に約70mのところに建つ雑居ビル「柳月堂ビル」の2階に入居している。
台湾出身の京都大学OB（理学部卒）でクラシック音楽を愛好する陳芳福が、先ずベーカリーショップとして開業、のちに当喫茶店も開業させている。一度の店舗閉鎖を経て、現在は彼の息子である陳壮一が経営を引き継いでいる。
屋号としての「柳月堂」は、開業させた場所の地名から採られている。
当喫茶店は、バーカウンター等が入る談話室（雑談ルーム）と、大型スピーカーやアンプ、グランドピアノ等が入る鑑賞室（リスニングルーム）から成り立っている。

## 歴史

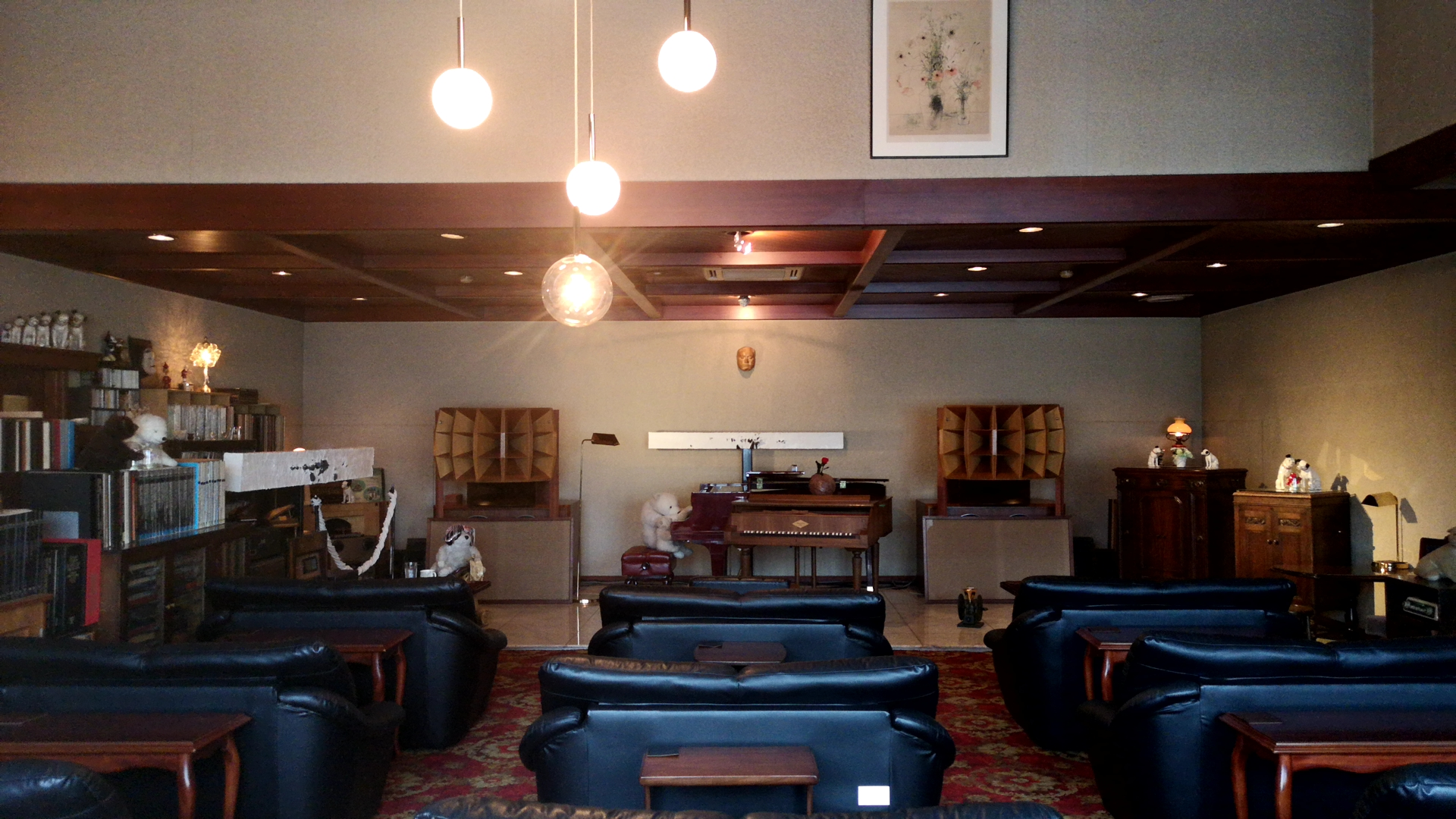
リスニングルーム

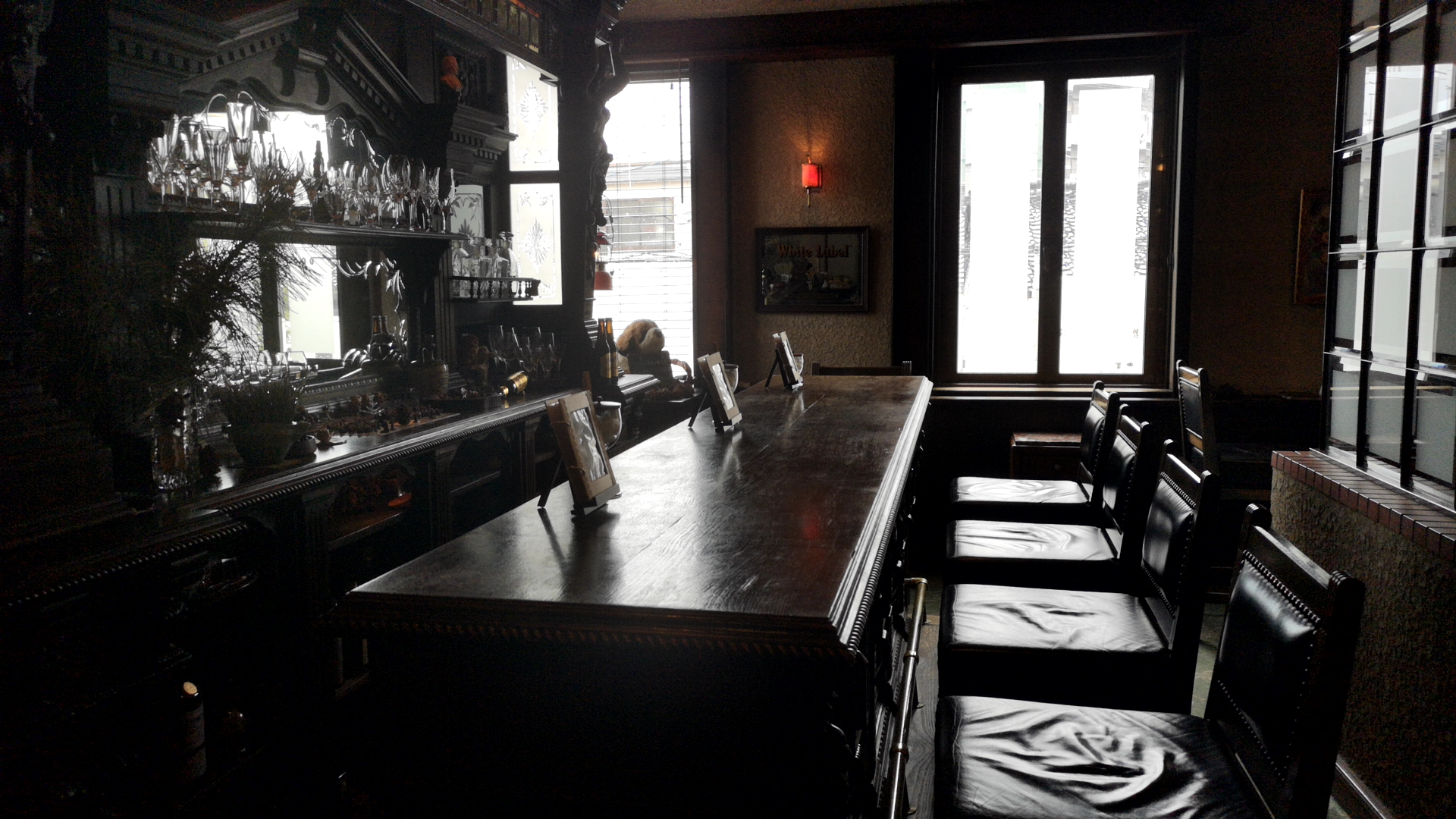
雑談ルーム

テレビ本放送が開始された年すなわち1953年（昭和28年）、台湾出身で京都大学理学部を卒業していた陳芳福が、出町柳駅前界隈の現在地にベーカリーショップとしての「柳月堂（ベーカリー柳月堂）」を開業。その店内に「ミルクホール」と呼称するスペースをつくりラジオを設置してクラシック音楽を流してみたところ、ぶらり立ち入った客が帰ろうとしなかった。自身クラシック音楽の愛好家でもあった陳芳福はその光景に手応えを感じ、翌1954年（昭和29年）に「名曲喫茶『柳月堂』」を追加開業した。
開業当初より当喫茶店は、学生街としても知れ渡っていた京都という土地柄に加え、コーヒー1杯で何時間でも追い立てられることなく粘ることが出来るとあって、京都大学や同志社大学、立命館大学の学生や教授などで賑わいを見せていた。中でも学生に関しては、1970年代頃に於いて、「4年で卒業出来たら奇跡。8年まで留年したり退学してしまったりする人が多かった」という逸話が存在するほどだった。
更に、土曜日の夜にベートーヴェン「第九」のレコードがかけられた際には、立ち見客が出るほどの盛況ぶりだったという。
当喫茶店が創業した頃には京都市内だけでも50近い音楽喫茶が軒を構え、取り扱われる音楽ジャンルもシャンソンやブルース、中南米物など幅広かったが、時代が進むにつれて、嗜好の変化やラジカセやウォークマン等のオーディオ機器の普及などを背景に、どの音楽喫茶も軒並み客足が遠のいて経営に行き詰まり、次第にその数を減らしていった。

当喫茶店も例外ではなく、次第に空席が目立つようになり、経営は赤字続きとなった。

そして1981年（昭和56年）、当喫茶店は営業終了した。最終営業日当日には、常連客が集まってのお別れパーティが催されたという。
営業終了後、一時は店自体を手放そうとしていたが、かつての常連客からの復活要望に加え、陳芳福の妻が店を続けることを希望したこと等も相俟って、結局は陳芳福の子息である陳壮一が当喫茶店の経営を引き継ぐこととなり、1983年（昭和58年）に再開業。なお、この前年（1982年…昭和57年）には、創業以来の木造店舗から現在の2階建てビルに建て替えられている。
2003年（平成15年）、開業50周年を迎えた。この前年（2002年…平成14年）に陳壮一は地元紙のインタビューに応じ、開店50周年記念冊子を作成してかつての常連客に送りたい、と微笑み顔で語っていた。
2008年（平成20年）～2009年（平成21年）頃、リスニングルーム内の中央部に配置されている鑑賞専用席向けに黒色ソファーを交換導入した。

## 特徴

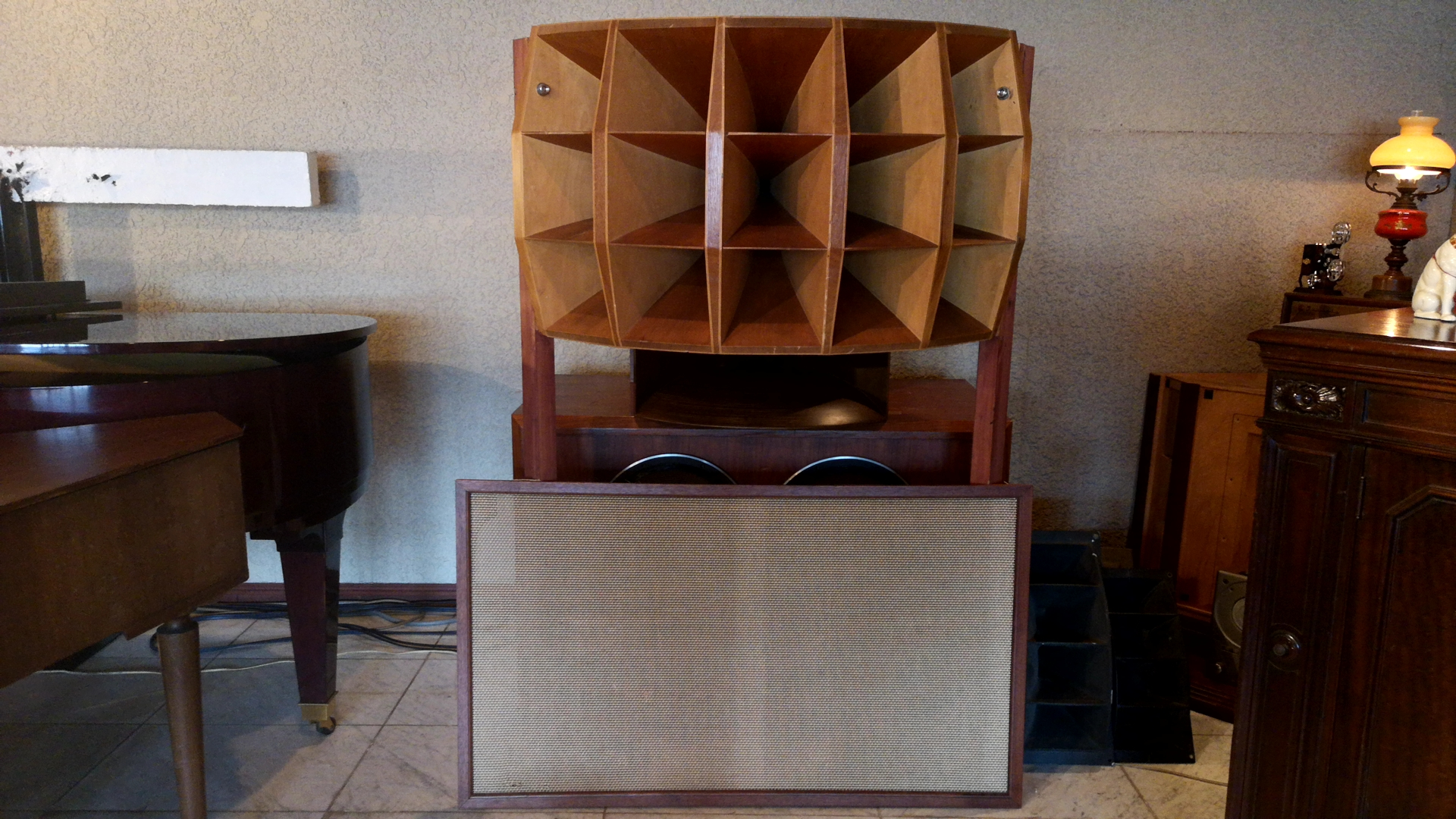
リスニングルームの木製スピーカー

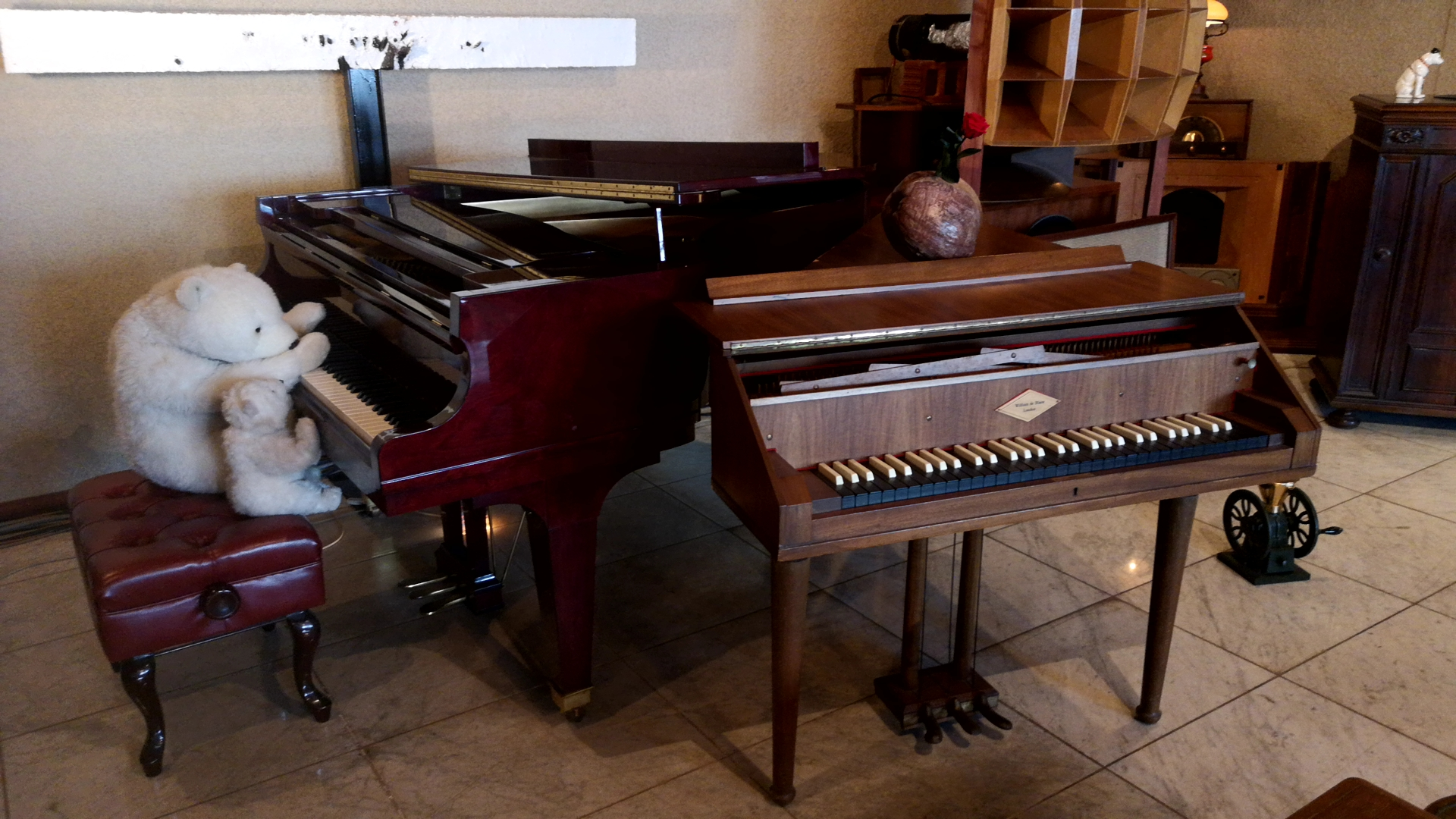
リスニングルームに置かれたチェンバロ

前記の通り、当喫茶店は雑談ルームとリスニングルームから成り立っている。
このうちリスニングルームには、前記でも一部触れているが、木製の大型スピーカー、アンプ、グランドピアノ、チェンバロ、音楽に纏わる様々な装飾品類などが備えられている。
リスニングルーム内では、一切の私語が禁じられているのは勿論のこと、音楽鑑賞の妨げとなり得るあらゆる物音についても発することを禁じている。また、上着類の脱着についても室外にて行うよう求めているほか、「靴を脱がないこと」という注意事項も存在する。
リスニングルームの利用に際しては、注文した飲食物に応じた価格の合計とは別に「音楽チャージ（ミュージックチャージ）」も発生する一方、備え付けのレコードリストの中から聴取を希望する楽曲をリクエストすることが出来るようになっている。
一方、バーカウンター等が入る談話室は会話自由となっているが、同室内に於いてもBGMとして音楽を流している。そして、同室内に備えられているアンティーク家具類は、阪神・淡路大震災に見舞われる前日（1995年1月16日）に神戸から届けられたものとされている。
先に記した「私語厳禁」を初めとする様々な約束事を店内、特にリスニングルームに於いて定めていることについて、当喫茶店の2代目店主である陳壮一は「リスニングルームは公共の場」との考えを示すと共に、「ここは非日常を楽しむ場。他のお客さんの穏やかな心を乱す行為は控えていただく」と語る。

その一方で「一人っきりで力抜いてリラックスしたい時間は誰でも必要なはず」との考えも抱いており、「来店客にはゆっくりと音楽を楽しんでもらいたい」とも話している。

そして「店は客により作られるもの。店を守っていくためには、良い客を求めていかなければならないし守っていかねばならない」とも語り、自らを「番人」であるとの認識を示している。

### 所蔵レコードについて

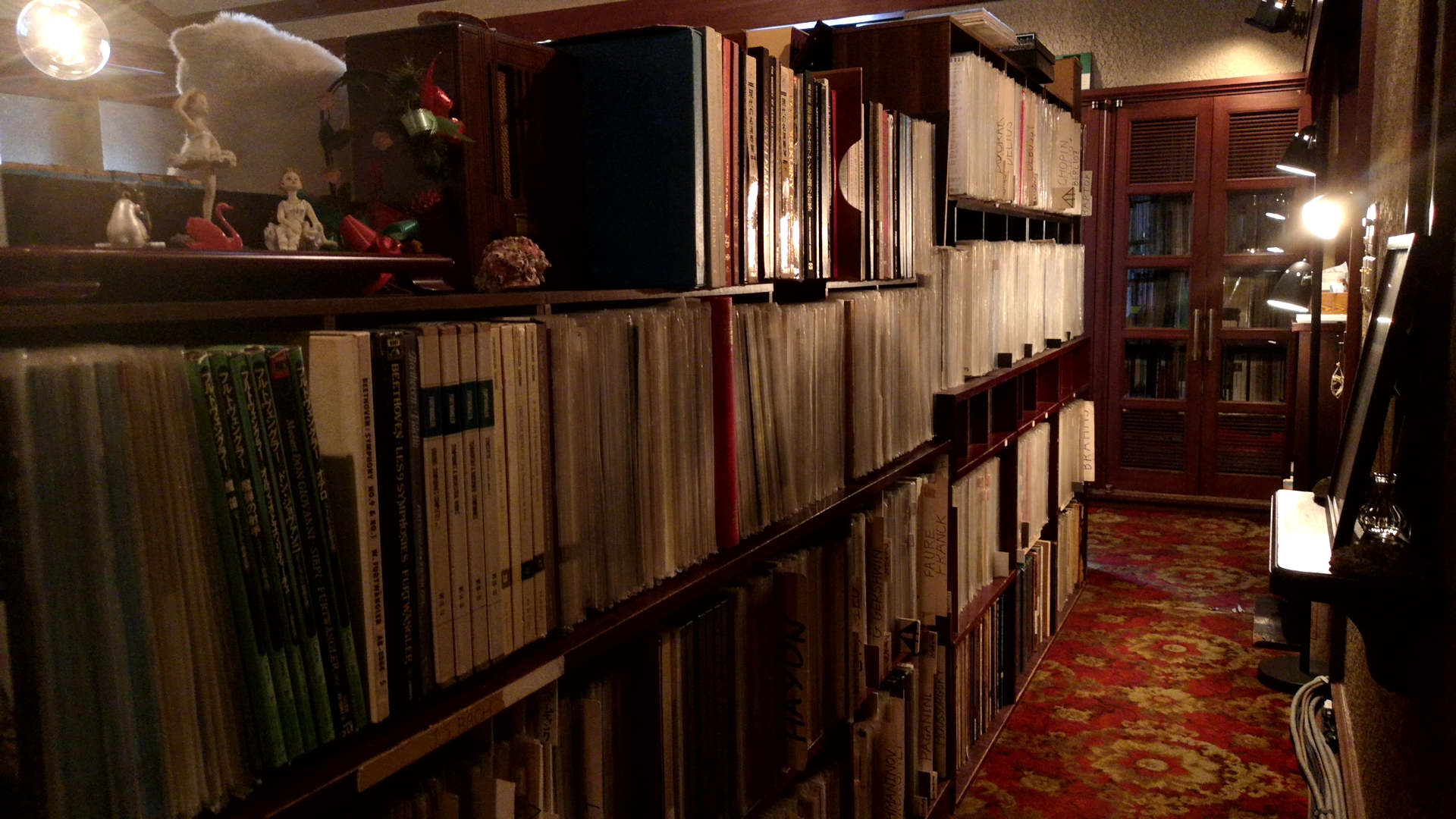
リスニングルームにあるレコード・コレクション

当喫茶店としてのレコード所蔵はベートーヴェン『交響曲第5番ハ短調作品67「運命」』のレコード1枚から始まっており、その数は、2002年（平成14年）10月時点で8,000枚超、そして2015年10月時点では10,000枚超となっている。
所蔵レコードの中には、学生時代に当喫茶店を利用していた大学教授が自分自身で収集を続けるも他界してしまったことから、遺族の手により当喫茶店に寄付されたものも存在する。

### 客層の変化

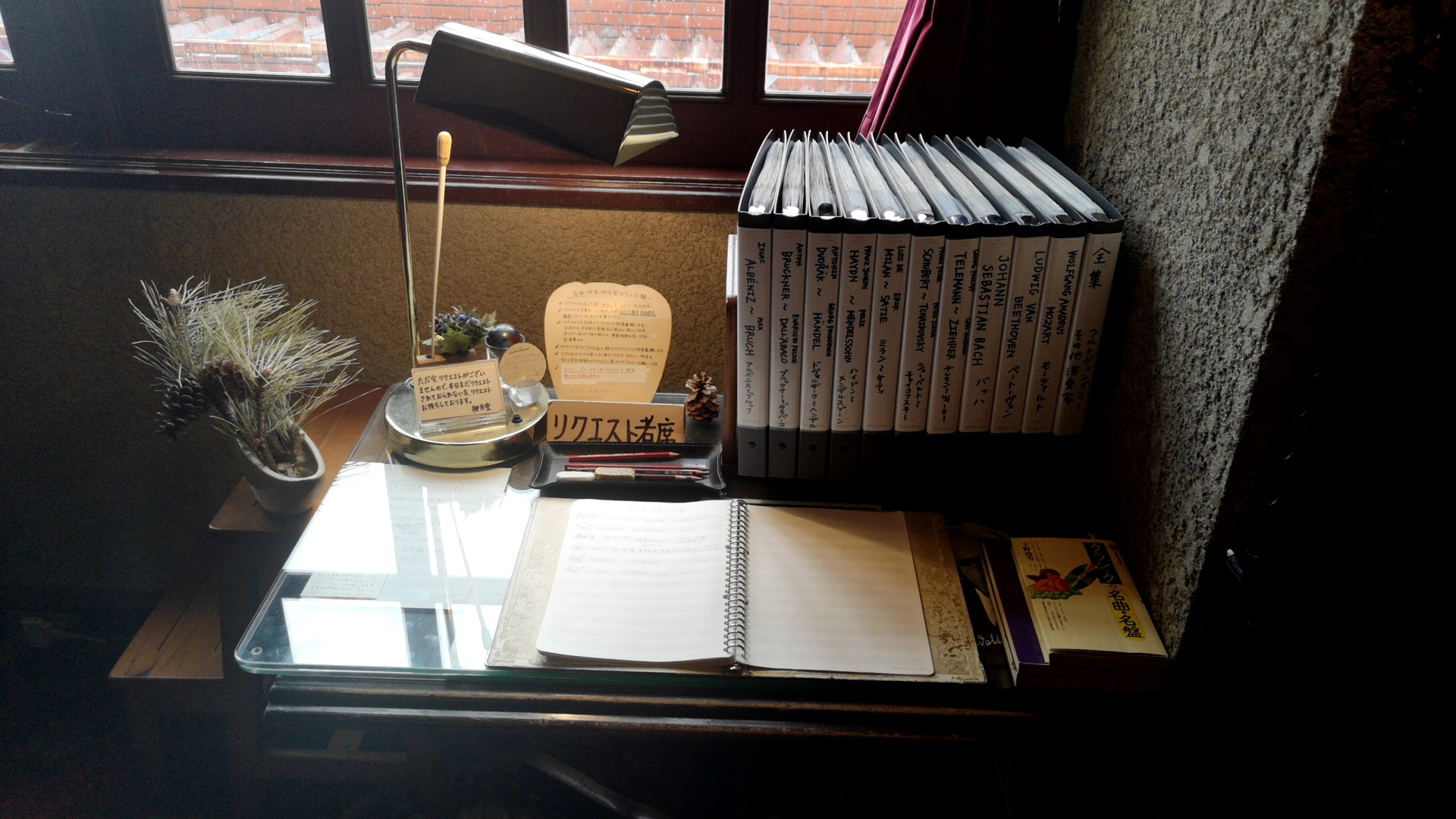
客の曲リクエストコーナー

前記の通り、創業当初には学生や教授らの利用が目立っていた。その頃は常連客が多い上に互いに顔見知りの関係を築き上げてきており、そして電話取り次ぎも店員が快く引き受けてくれていたという。
一度の店舗閉鎖を経た現在では、年配者を中心に、文壇で活躍する作家や、時には若いカップルの利用も見られる。

## ベーカリーショップ、駐輪場（1階）
当喫茶店が2階に入居する「柳月堂ビル」の1階には、当喫茶店開業の前年（1953年）に先行開業したベーカリーショップ「ベーカリー柳月堂」と、民営駐輪場「柳月堂自転車駐輪場」が入っている。
このうち「ベーカリー柳月堂」は当喫茶店に通ずる階段の隣に入っており、地元住民を初め、学生や通勤途上のサラリーマン、更には全国各地にファンを抱えるほどの存在となっている。
また、当該ベーカリー店の更に隣に入る「柳月堂自転車駐輪場」は24時間営業を実施しており、深夜であっても気兼ねなく利用できるが、利用料金が一定の時間単位（現在は6時間単位）毎に積算される仕組みとなっている一方、月極料金の別途設定は実施されていない。

### 「ベーカリー柳月堂」のこと
「ベーカリー柳月堂」は元々卸売専門にて開業しており、そのため大量のパンを焼くことの出来る大窯を備える。この大窯は現在も使い続けてきている。
当ベーカリー店で扱っているパンのレパートリーは現在200種類を超えており、1日15回以上、概ね30分～1時間毎に様々なパンが焼き上がるなどして店頭に順次出されてきているが、そんな中にあって、開業当初からの名物的存在として知られてきているのが「くるみパン」である。

この「くるみパン」は1980年代後半から90年代初頭にかけての時期に「柳月堂」創業者で今日に至るまで当ベーカリー店のオーナーを務める陳芳福が考案したもので、フランスパン用の小麦粉と上質のマーガリンを使ってそのパン生地を作成する。

現在はプレーンタイプを初め「クリームチーズ入り」・「粒あん入り」・「ラムレーズン入り」・「りんご入り」など全8種類のレパートリーが存在するが、それら各々のレシピは、胡桃の部分を除き、時代の流れに呼応して少しずつ変化させてきている。ただ、胡桃だけは、素材に対する揺るぎない自信から、開業以来使用品種を変えておらず、また取扱方についても「薄皮を全て剥ぎ取らず僅かに残した状態で生地に練り込む」手法を守り通してきており、結果として胡桃本来の旨味を引き出すことを実現させてきている。
店先には当ベーカリー店で購入したパン類などをその場で飲食する為のイートスペース（円卓と椅子）が設置されているほか、同じビルの2階に入居する前述「名曲喫茶『柳月堂』」にも、当該喫茶店に於いてドリンク類を注文することにより、当ベーカリー店で購入したパン類を持込み食すること（イートイン）が可能となっている。

## その他特記事項
- 2010年（平成22年）4月1日にFM京都（α-STATION）で放送された『SUNNYSIDE BALCONY』の12時台”Around the デマチ(1)”コーナーに於いて「ベーカリー柳月堂」がとりあげられ、創業以来の名物商材である「くるみパン」について紹介していた[26][注 11]。
- 2011年（平成23年）10月8日に京都ノートルダム女子大学に於いて開かれた、同大学創立50周年記念公開講座・イヴェントの一環としての人間文化学科・人間文化専攻（大学院）主催公開講演会『芸術の秋に学ぶロマン派音楽の諸相』（全3回シリーズ）の第1回講演の中で企画された特別講演会『名曲喫茶　柳月堂の半世紀』に「名曲喫茶『柳月堂』」現経営者・陳壮一が元KBS京都放送プロデューサー・亀村正章と共に講師として招かれ、京都に於けるクラシック音楽受容の歴史について講演を行った[31]。
- 2015年（平成27年）5月9日に関西テレビで放送された『ウラマヨ!』の中の「ウラマヨ！関西どうかしてるぜニュース」コーナーに於いて、「名曲喫茶『柳月堂』」を「音楽を楽しむことを追求した喫茶店」としてとり上げ、リスニングルーム内に設置されている2台の大型スピーカーについて「より良い音を聴かせるため設計されている」と紹介している[32][33]。